# Русско-монгольская войсковая школа
Ру́сско-монго́льская войскова́я шко́ла — учебное заведение, работавшее в Троицкосавске и Селенгинске с 1833 по 1888 год.

## История
Русско-монгольская войсковая школа была учреждена по «высочайшему повелению» 18 июня 1832 года: 
«Учредить в Троицкосавске войсковую школу на 24 мальчика для обучения российской и монгольской грамоте казачьих и старшинских детей четырех полков бурятских (шестисотенных), составляющих пограничную стражу на китайской линии в Иркутской губернии, с предоставлением права участвовать в сей школе и детям ясачных монгольских старшин».
Открылась школа 23 сентября 1833 года в городе Троицкосавске. Инициатором создания учебного заведения считается О. М. Ковалевский, который с 1833 по 1860 год был профессором Казанского университета. Для школы, бывшей в ведении Министерства внутренних дел, на Большой улице построили два одноэтажных деревянных здания: учебный корпус с классами и пансионат для проживания учеников.  
Трёхлетняя школа предназначалась для подготовки детей бурятских казаков к службе писарями, переводчиками и урядниками в Троицкосавском пограничном правлении и в четырёх бурятских казачьих полках, сформированных в 1766 году для охраны, совместно с русскими казаками, государственной границы в Забайкалье. Выпускники школы также работали учителями бурятских приходских училищ. В школу принимали детей казачьих старшин (десятников, пятидесятников, сотников) в возрасте от 10 до 12 лет, числом не более 24 человек, в основном, бурятских мальчиков, не знавших русского языка, иногда принимались и русские. Желающих учиться было намного больше, но увеличение числа учащихся более 24-х не было утверждено министерством.
Учебная программа была аналогична программам уездных училищ. Преподавались чтение и чистописание на русском языке, русская грамматика, арифметика, отечественная география, история и рисование. Кроме этого учили монгольский язык и воинские упражнения. Христианское богословие было заменено основами ламаизма. Финансирование учебного заведения осуществлялось из государственной казны и из пожертвований казачьих полков. При открытии школы было единовременно отпущено ещё 10 тысяч рублей.
В 1851 году, в связи с образованием Забайкальского казачьего войска, бурятские казачьи шестисотенные полки были преобразованы. На основании § 249 «Положения о войске» от 17 марта 1851 года, школа была передана в ведение войскового начальства и была переведена из Троицкосавска в Селенгинск, где разместилась в здании «Селенгинской академии для обучения молодёжи языческих племен Сибири», построенном членом Английской духовной миссии в Забайкалье Робертом Юиллем.
С 1852 по 1858 год школа временно не работала из-за отсутствия средств. В 1859 году войсковая школа была восстановлена по ходатайству наказного атамана Забайкальского казачьего войска. В Селенгинске школа функционировала на правах двухклассной сельской школы.  В 1872 году учебное заведение было передано Министерству народного просвещения. В 1888 году школа была преобразована в Селенгинское городское двуклассное училище.

## Преподаватели
Штат школы состоял из трёх учителей, с содержанием старшему 900 рублей в год, а младшим — по 300 рублей в год. Старший учитель преподавал русский язык, историю и географию, а также исполнял обязанности инспектора школы. 
Первые   учителя    русско-монгольской    школы:    
- Н. А. Уфтюшанинов — почётный смотритель.
- Василий Петрович Паршин — учитель второго класса, русского языка, географии и истории, известный сибирский публицист.
- А. М. Крюков — учитель рисования, инспектор школы.
- Иринчен-Нима Ванчиков — учитель монгольского языка, коллежский регистратор; учился в английской миссии в Селенгинске; перевёл со старомонгольского «Чингисов камень»; награждён серебряной медалью с Владимирской лентой и кортиком с золотой ручкой[3].
- Галсан Никитуев — лама, учитель богословия; c 1836 по 1842 год был комплектным надзирателем при воспитанниках 1-й Казанской гимназии.
- Николай Бадмаев — зауряд-есаул, учитель по воинским упражнениям.

## Известные выпускники
- Я. П. Шишмарёв — окончил школу в 1849 году; консул России в Монголии.
- Доржи Банзаров — окончил школу в 1835 году; учёный-востоковед.
- Будажап Кутухтуев — переводчик при Новой духовной миссии в Пекине, монголист.
- А. М. Лушников — кяхтинский купец.